# Ортоклаз
Ортоклазът е минерал от групата на силикатите и подгрупата на алкалните фелдшпати. През 1801 г. френският минералог Рене-Жюст Хаюи го нарича ортос (orthose), подчертавайки с това цепителността му под прав ъгъл. През 1823 г. немският минералог Йохан Брайтхаупт променя името му на ортоклаз (от ὀρθός – прав и κλάσις – пукнатина).
Химичната му формула е K(AlSi3O8) или (K, Na)AlSi3O8. При теоретично чистия ортоклаз съдържанието е 16,9% K2O, 18,4% Al2O3 и 64,7% SiO2. Повечето ортоклази съдържат и малки количества натрий и още по-малки – калций и други компоненти. С увеличаването на натрия се получават междинни варианти между ортоклаз и албит, наричани анортоклази, устойчиви при високи температури.
Твърдостта му по скалата на Моос е 6, плътността варира в границите 2,55 – 2,63 g/cm3. Цветът му може да бъде сивожълт, бледорозов, зеленикаво бял, зелен (амазонит), безцветен до бял (санидин и адулар). В тънки пластинки е безцветен. Кристалната му форма е моноклинно-призматична. Има стъклен до смолист блясък, съвършена цепителност по (001) и почти съвършена по (010), мидест лом, средно устойчив на химично изветряне. Понякога влиза в състава на гранита.

## Находища
Ортоклазът се среща главно в интрузивните магмени скали. В пегматитовите находища главните минерали са ортоклаз и микроклин, заедно с кварц и мусковит, като за тях е характерно срастването между ортоклаза и кварца. Находища има в Норвегия, Швеция, Мадагаскар и на други места. У нас се срещат н Централното Средногорие и Родопите.
Ортоклазът намира приложение в стъкларската и керамичната промишленост.